# Ожерелье (головоломка)

Пример головоломки

Решение

Ожерелье (англ. Masyu яп. ましゅ переводится как "влияние зла") — тип логической головоломки, созданный и разработанный японским издателем логических игр Nikoli.  Цель создания была заключена в разработке головоломки, не использующей букв и цифр, однако сохраняющей глубину и эстетику.

## Правила
В "Ожерелье" играют на прямоугольном поле, разделённом на квадратные ячейки. В некоторых ячейках находятся чёрные или белые круги. Цель игры заключается в соединении всех кругов одной ломаной линией, не допускающей самопересечения. Через белые круги линия проходит прямо, но должна повернуть в предыдущей или следующей клетке (или в обеих). Когда линия пересекает чёрный круг, она должна повернуть на 90 градусов, при этом в предыдущей и следующей клетке повороты запрещены.

## Варианты
- На поле располагаются также и серые круги. Игрок должен выяснить, какой из этих кругов является чёрным, а какой белым.
- Игровое поле является тороидом, т.е. верхний и нижний края поля, а также левый и правый склеиваются.
- Поле делится на несколько областей. В каждой области должны быть своя замкнутая кривая.